# Boris Bechet
Boris Bechet (n. 7 februarie 1953, Vadul-Leca, raionul Telenești, RSS Moldovenească, URSS – d. 6 aprilie 2021, Chișinău, Republica Moldova) a fost un actor de teatru și film, regizor și „Artist emerit al Republicii Moldova” (1991).

## Biografie
S-a născut în data de 7 februarie 1953, în satul Vadul-Leca, raionul Telenești, RSS Moldovenească, URSS (azi Republica Moldova). Conform enciclopediei ar fi fost evreu de etnie. Este fratele lui Pavel Bechet. În anul 1975 a absolvit Facultatea de Actorie a Institutului de Arte din Chișinău. A lucrat în calitate de actor la Teatrul „Vasile Alecsandri” din Bălți (1977-1985), apoi la Teatrul „Alexei Mateevici” din Chișinău. A debutat la studioul Moldova-film în anul 1983. În ultimii ani activa la Teatrul „Alexei Mateevici”.
În 2020 a fost distins, de către Guvernul Republicii Moldova, cu Premiul Național al anului respectiv.
A fost căsătorit cu actrița Margareta Nazarchevici.
A decedat în data de 6 aprilie 2021, la vârsta de 68 de ani, la Spitalul Republican din Chișinău.

## Filmografie
A avut roluri atât principale cât și secundare în filme regizate de Vasile Pascaru, Nicolae Ghibu, Boris Conunov, Valeriu Gagiu etc.
Filme în care a jucat actorul:
- Să-ți cânte cucul în față, 1983 (Ștefan);
- Nesfârșita lună a căușului, 1984 (Ion);
- Un pichet liniștit, 1985 (maiorul Steblov);
- Corespondentul vostru special, 1987 (căpitanul Negară);
- Miorița, 1987 (Ungureanu);
- Medeea-80, 1987 (bărbatul);
- Corbii prada n-o împart, 1988 (Stratan);
- Cursa, 1989 (părintele Vladimir);
- Ulița felinarelor stinse, 1991 (legionarul);
- Troița, 1991, (Nicanor).
- Casa din vis (1992)